# Repubblica di Taiwan
La Repubblica di Taiwan (臺灣民主國T, 台湾民主国S, Táiwān MínzhǔguóP; letteralmente "Stato Democratico di Taiwan"; chiamata anche Repubblica di Formosa) fu una repubblica di breve durata sorta nell'isola di Taiwan nel 1895, tra la cessione formale di Taiwan da parte della dinastia Qing della Cina all'Impero del Giappone sancita dal Trattato di Shimonoseki e l'arrivo delle truppe giapponesi e l'assunzione della sovranità da parte del Giappone. Alcuni storici o uomini politici la citano come la più antica repubblica asiatica.

## Storia

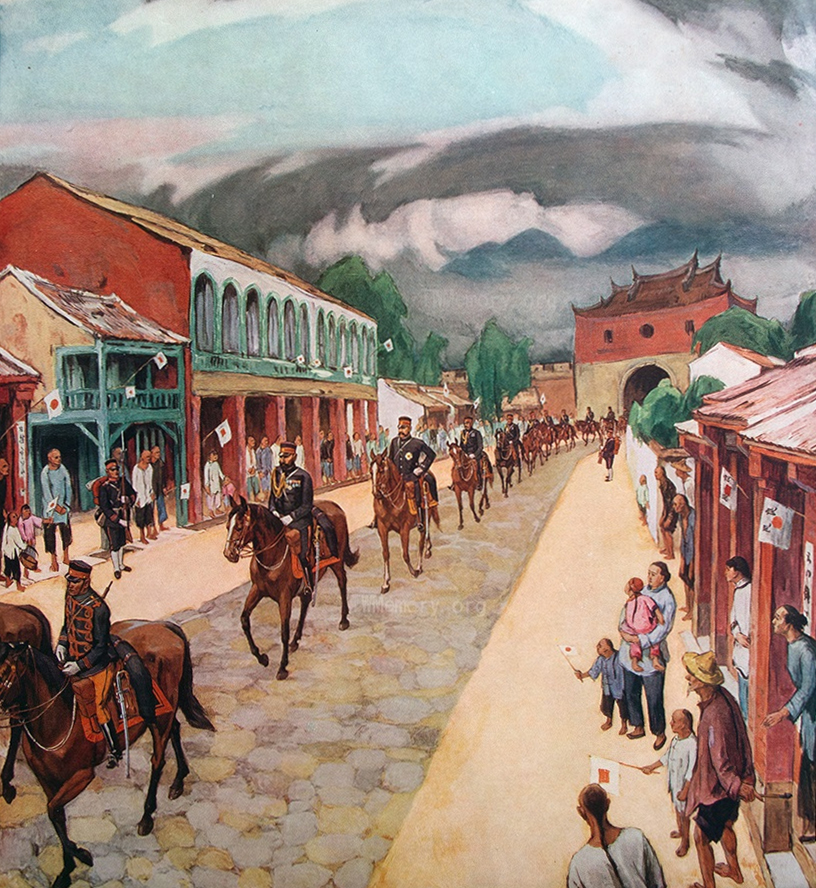
Le forze giapponesi conquistano Taipei.

La repubblica fu proclamata da un gruppo di alti ufficiali favorevoli alla dinastia Qing e da membri della nobiltà locale, allo scopo di prevenire l'acquisizione giapponese di Taiwan: molti di questi ufficiali, infatti, fuggirono dall'isola al momento dell'invasione giapponese. Il 24 maggio 1895 a tutte le ambasciate straniere sull'isola venne inviata una traduzione in lingua inglese della dichiarazione di indipendenza, cui fece seguito una cerimonia il giorno successivo. La neonata repubblica fece in tempo a emettere una serie di francobolli. Fin dall'inizio, i fondatori dichiararono apertamente di agire avendo come movente la fedeltà alla dinastia Qing e si proclamarono loro tributari.
Il 21 ottobre 1895 in seguito all'invasione giapponese la breve Repubblica cessò di esistere.
Nonostante la somiglianza del nome, gli attuali sostenitori di una "Repubblica di Taiwan" (corrente in seno al movimento per l'indipendenza dell'isola) tendono a scoraggiare un'aperta connessione tra le due, non ritenendosi continuatori dei fondatori della Repubblica di Taiwan del 1895, né proponendone una rinascita: al contrario, chi oggi è favorevole all'instaurazione di una Repubblica di Taiwan lo fa per segnare un distacco dalla madrepatria, la Cina.

## Dichiarazione di indipendenza
La dichiarazione, nell'originale cinese, recita:
Libera traduzione:
"I giapponesi sono potenti, e hanno intenzione di annettere Taiwan. I rappresentanti dei residenti di Taiwan hanno fatto appello alla corte (Qing), ma le loro richieste sono state respinte. La situazione è grave, poiché i giapponesi si stanno avvicinando. Se capitolassimo, la nostra patria cadrebbe in mano nemica; se resistessimo, le nostre forze sono troppo limitate e non potrebbe sostenere un'aggressione. (Noi) abbiamo condotto negoziati con varie potenze straniere, e abbiamo concluso che Taiwan debba diventare indipendente perché possano giungere degli aiuti. Il popolo di Taiwan non capitolerà mai di fronte al Giappone; (noi) combatteremo fino alla morte piuttosto che servire il nemico. Come stabilito dall'assemblea, Taiwan sarà dichiarata indipendente e proclamata una repubblica democratica. Tutti gli ufficiali governativi saranno eletti dal popolo, e tutte le questioni ufficiali saranno trattate con imparzialità. Per difendere il nuovo Stato e rafforzarne la politica, un presidente coordinerà e organizzerà le risorse per mantenere l'ordine e assicurare la pace. Il governatore Tang Ching-sung è benvoluto e amato da popolo, perciò è stato eletto dall'assemblea Presidente della Repubblica di Formosa..."

## Presidenti della Repubblica di Taiwan
- Tang Ching-sung (25 maggio 1895 – 5 giugno 1895)
- Liu Yung-fu (5 giugno 1895 – 21 ottobre 1895)